# Jacques Roubaud
Jacques Roubaud (Caluire-et-Cuire, Francia, 5 de diciembre de 1932–París, 5 de diciembre de 2024) fue un escritor, matemático, poeta, traductor, dramaturgo y profesor de música francés.

## Datos biográficos
Miembro del OuLiPo desde 1966 a propuesta de Raymond Queneau, y presidente de la Asociación Georges Perec, su literatura inventó varias restricciones oulipianas, como el emir (que utiliza pares de palabras cuyas terminaciones son palíndromas entre sí), el baobab (que obliga a utilizar dos sílabas prefijadas en el mismo verso de un poema), el haiku oulipiano generalizado, la terina silábica y la terina a las tres vocales, aunque su obra no siempre se adhiere a formalismo alguno.
Sugirió también dos metarestricciones:
- Un texto que obedezca a una restricción definida por una estructura matemática debe incluir una propiedad matemática de dicha estructura.
- Un texto que obedezca a una restricción debe incluir una definición de dicha restricción.

Junto a Paul Braffort fundó el ALAMO (Atelier de Littérature Assistée par la Mathématique et les Ordinateurs, Taller de Literatura asistida por la Matemática y los Ordenadores).
Ejerció la docencia en la Universidad de París X Nanterre y fue Director de Estudios en la Escuela de Altos Estudios de Ciencias Sociales. Tradujo también obras del inglés al francés, como La caza de Snark, de Lewis Carroll, y algunas partes de la Biblia de los escritores (2001).
Algo negro fue escrito tras la muerte de la mujer de Roubaud, Alix-Cleo, fotógrafa canadiense, que causara un fuerte impacto en el poeta. A través de las palabras trata de darle sentido e imágenes a la muerte y a una ausencia que sigue siendo presencia en el recuerdo.

## Obra
- Algo negro  (Quelque chose noir, Gallimard, 1986) Hay traducción al español de Luisa Etxenike, Ediciones Bassarai, 2001.